# 미국-튀르키예 관계
미국과 튀르키예는 1927년에 외교 관계를 수립하였다. 제2차 세계 대전 이후의 양국 관계는 1943년 12월, 제2차 카이로 회담과 1945년 2월, 튀르키예의 연합국 참전을 계기로 발전하였다. 같은 해, 튀르키예는 국제 연합의 창립 회원국이 되었다. 1945년 이래로 양국은 미국이 주도한 자유주의 국제질서 하에서 정치적, 경제적 자유주의에 기반한 글로벌하고 규범적인 구조 속에서 관계를 심화시켜 왔다. 그 결과, 양국 관계는 G20, 경제협력개발기구(OECD), 유럽 평의회, 유럽 안보 협력 기구(OSCE), 세계무역기구(WTO), 국제 통화 기금(IMF), 세계은행, 유럽-대서양 파트너십 이사회, 북대서양 조약 기구(NATO) 등의 틀 안에서 발전해 왔다.

## 배경
1780년 이후, 미국은 북아프리카 국가들과 오스만 제국과의 관계를 시작하였다. 1800년대 초, 미국은 오스만 제국의 종주권 하에 있던 바르바리 국가들과 바르바리 전쟁을 벌였다. 미국이 1917년 4월 4일, 독일에 선전포고한 이후, 오스만 제국은 오스만-독일 동맹에 따라 1917년 4월 20일 미국과의 외교 관계를 단절하였다. 이후 오스만 제국의 계승국인 튀르키예와는 1927년에 정상적인 외교 관계가 재개되었다.
냉전과 대테러 전쟁 기간 동안 양국은 전략적 동반자 관계를 형성하였으며, 이는 경제적·군사적으로 매우 긴밀한 관계로 특징지어졌다.

## 경제 관계
미국과 튀르키예는 경제협력개발기구(OECD)와 G20의 회원국이다. 양국은 수년간 공동경제위원회와 무역투자기본협정을 운영해 왔다. 2002년 양국은 경제협력위원회를 출범시켜 양자 경제 관계를 강화하겠다는 공동 의사를 표명하였다.
튀르키예는 2018년 기준 총 205억 달러 (수출 102억 달러, 수입 103억 달러)의 상품 교역액으로 미국의 32번째 규모의 상품 교역국이다. 2017년 미국과 튀르키예 간 상품 및 서비스 교역 규모는 약 240억 달러 (수출 127억 달러, 수입 112억 달러)였다. 2018년 무역수지는 1억 4,300만 달러 적자를 기록하였다.
2015년 미국의 튀르키예 수출 상품과 서비스는 약 6만 8,000개의 일자리를 창출하였다.

## 문화 및 미디어

### 미국에서 업적으로 유명한 튀르키예인들
미국에서 뛰어난 업적으로 알려진 튀르키예인들에는 아메트 어터건 (1923년~2006년)이 포함된다. 그는 1947년부터 2006년까지 애틀랜틱 레코드의 창립 회장이었다. 그는 많은 주요 리듬 앤 블루스와 록 음악가들을 발굴하고 후원하였다. 어터건은 또한 고전 블루스와 팝을 작곡하였다. 그는 "현대 음반 산업에서 가장 중요한 인물 중 한 명"으로 묘사되었다. 에르테군은 오하이오주 클리블랜드에 위치한 로큰롤 명예의 전당 및 박물관의 회장을 역임하였다. 2017년에 그는 음악 산업에서의 업적을 인정받아 리듬 앤 블루스 음악 명예의 전당에 헌액되었다. 에르테군은 미국과 자신의 출생지인 튀르키예 간의 유대 관계를 증진하는 데 기여하였다. 그는 사망할 때까지 20년 이상 미국 튀르키예 협회의 회장을 역임하였다. 또한 그는 북미 사커 리그 원년 멤버인 뉴욕 코스모스 축구팀을 공동 창립하였다.